# 1897年のスポーツ
- 年度別スポーツ記事一覧

## アイスホッケー
- スタンレー・カップ優勝：モントリオール・ヴィクトリアズ (AHA)、準優勝：オタワ・キャピタルズ (CCHA)

## 競馬

### イギリス
クラシック
- 2000ギニー - ガルティーモア
- 1000ギニー - チェランドリー
- エプソムダービー - ガルティーモア
- エプソムオークス - リマソル
- セントレジャーステークス - ガルティーモア

その他主要レース
- ジョッキークラブステークス - ラブワイズリー
- アスコットゴールドカップ - パーシモン
- エクリプスステークス - パーシモン
- プリンスオブウェールズステークス - ガルティーモア
- チャンピオンステークス - ヴェラスケス
- グランドナショナル - マニフェスト

### アメリカ合衆国
- ウィザーズステークス - オクタゴン
- ベルモントステークス - スコティッシュチーフティン
- ローレンスリアライゼーションステークス - ザフライアー
- トラヴァーズステークス - レンセラー

### フランス
- パリ大賞典 - ドージェ
- ジョッケクルブ賞 - パルミスト

### オーストラリア
- メルボルンカップ - ガウラス

## ゴルフ

### 世界4大大会（男子）
- 全米オープン優勝者：ジョー・ロイド（アメリカ）
- 全英オープン優勝者：ハロルド・ヒルトン（イギリス）

## サッカー

### イングランド
- フットボールリーグ1部（1896-1897シーズン）優勝：アストン・ヴィラ
- FAカップ

アストン・ヴィラ 3-2 エヴァートン

## テニス

### グランドスラム
- 全仏選手権　男子単優勝：パウル・アイメ（フランス）、女子単優勝：フランソワーズ・マッソン（フランス）
- ウィンブルドン　男子単優勝：レジナルド・ドハティー（イギリス）、女子単優勝：ブランチ・ビングリー・ヒルヤード（イギリス）
- 全米選手権　男子単優勝：ロバート・レン（アメリカ）、女子単優勝：ジュリエット・アトキンソン（アメリカ）

全仏選手権で女子シングルス競技の第1回大会が始まる。1891年-1896年までは男子シングルス・男子ダブルスのみだった。

## ボート
- オックスフォード・ケンブリッジ大学対抗レガッタ優勝：オックスフォード大学

## 野球

### アメリカ大リーグ
- ナショナルリーグ優勝：ボストン・ビーンイーターズ

## 陸上競技

### マラソン
- ボストンマラソン

優勝：ジョン・マクダーモット（アメリカ） 2時間55秒10秒

## 誕生
- 2月12日 - 板倉勝宣（東京都、登山家、+1923年）
- 3月4日 - フランク・オドール（アメリカ、野球、+1969年）
- 3月15日 - ジャクソン・ショルツ（アメリカ、陸上競技、+1986年）
- 3月28日 - ゼップ・ヘルベルガー（ドイツ、サッカー、+1977年）
- 4月26日 - エディ・イーガン（アメリカ、ボクシング・ボブスレー、+1967年）
- 5月4日 - 福田雅之助（東京都、テニス、+1974年）
- 5月22日 - 小野三千麿（神奈川県、野球、+1956年）
- 5月25日 - ジーン・タニー（アメリカ、ボクシング、+1978年）
- 6月13日 - パーヴォ・ヌルミ（フィンランド、陸上競技、+1973年）
- 7月27日 - ビズ・マッキー（アメリカ、野球、+1965年）
- 9月17日 - アール・ウェッブ（アメリカ、野球、+1965年）
- 11月6日 - 大久保房松（青森県、競馬、+1997年）
- 12月18日 - 木村庄之助 (23代)（石川県、相撲、+1994年）
- 12月24日 - ビレ・ペルヘレ（フィンランド、陸上競技、+1964年）